# Liste des cours d'eau de la Roumanie
La Roumanie est baignée par les cours d'eau suivants :

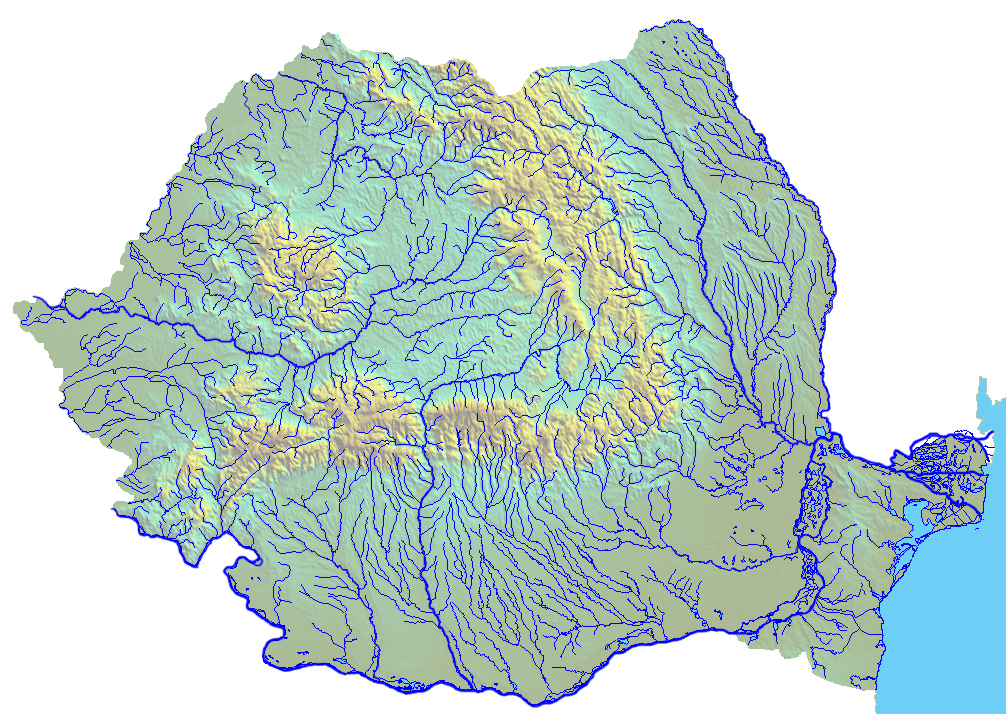
Réseau hydrographique de la Roumanie

## Cours d'une longueur dépassant 500 km
- Danube 2 850 km (dont en Roumanie 1 075 km)
- Tisza 965 km
- Prout 953 km (dont en Roumanie 742 km)
- Mureș  803 km (dont en Roumanie 761 km)
- Siret 706 km (dont en Roumanie 559 km)
- Olt 615 km

## Cours d'une longueur entre 250 et 499 km
- Someș 435 km
- Ialomița 417 km
- Argeș 350 km
- Timiș 340 km (dont en Roumanie 231 km)
- Jiu 331 km
- Buzău 325 km
- Jijia 307 km
- Bistrița 283 km
- Dâmbovița 258 km
- Bega 255 km

## Cours d'une longueur inférieure à 250 km
- Târnava 249 km
- Vedea 244 km
- Crișul Alb 236 km (dont en Roumanie 234 km)
- Târnava Mare 221 km
- Crișul Repede 209 km
- Bârlad 207 km
- Moldova 216 km
- Târnava Mică 191 km
- Prahova 183 km
- Olteț 175 km
- Suceava 170 km
- Crișul Negru 168 km
- Bârzava 166 km (dont en Roumanie 127 km)
- Arieș 164 km
- Trotuș 162 km
- Neajlov 150 km
- Crasna 140 km (dont en Roumanie 121 km)
- Nera 124 km
- Motru 120 km
- Barcău 118 km
- Aranca 117 km (dont en Roumanie 76 km)
- Gilort 116 km
- Lăpuș 112 km
- Caraș 110 km (dont en Roumanie 50 km)
- Bahlui 104 km
- Cibin 80 km
- Bicaz 42 km